# Objaw liścia paproci
Objaw liścia paproci – objaw ginekologiczny polegający na pojawieniu się figur podobnych do liści paproci lub plamy po wysuszeniu niezabarwionego śluzu szyjkowego (tj. pobranego z szyjki macicy). Objaw ten jest wynikiem wykrystalizowania NaCl i jest dodatni w bezpośrednim okresie przedowulacyjnym, do momentu owulacji. Jest on wykorzystywany w diagnostyce cyklu owulacyjnego (dni płodnych), w teście krystalizacji śluzu szyjkowego.

Przeczytaj ostrzeżenie dotyczące informacji medycznych i pokrewnych zamieszczonych w Wikipedii.